# Carlota Guilhermina de Hesse-Darmstadt
Carlota Guilhermina de Hesse-Darmstadt (em alemão: Charlotte Wilhelmine Christiane Marie von Hessen-Darmstadt; Darmstadt, 5 de novembro de 1755 - Hanôver, 12 de dezembro de 1785) foi uma duquesa consorte de Meclemburgo-Strelitz.

## Casamento e descendência
Carlota esteve primeiro noiva do príncipe Pedro Frederico Guilherme de Oldemburgo, mas o noivado foi rompido devido à doença mental de Pedro.
A condessa acabaria por casar-se com o grão-duque Carlos II, Grão-Duque de Meclemburgo-Strelitz no dia 28 de setembro de 1784 em Darmstadt. Carlos era viúvo da irmã mais velha de Carlota, Frederica, que tinha morrido ao dar à luz, o que fez com que Carlota se tornasse madrasta dos seus cinco sobrinhos.
O casal vivia em Hanôver, onde Carlos era governador-geral em nome do seu cunhado, o rei Jorge III do Reino Unido. Tal como a sua irmã, Carlota também acabou por morrer ao dar à luz o seu único filho com Carlos um ano depois do casamento. Carlos demitiu-se do seu posto em Hanôver e mudou-se para casa da mãe de Carlota em Darmstadt que acabaria por educar os seus filhos mais novos.

## Descendência
Carlota teve apenas um filho:
- Carlos de Meclemburgo-Strelitz (30 de novembro de 1785 – 21 de setembro de 1837), general e presidente do conselho do Reino da Prússia; sem descendência.

## Genealogia
| Carlota Guilhermina de Hesse-Darmstadt | Pai: Jorge Guilherme de Hesse-Darmstadt           | Avô paterno: Luís VIII, Conde de Hesse-Darmstadt                                   | Bisavô paterno: Ernesto Luís, Conde de Hesse-Darmstadt       |
| Carlota Guilhermina de Hesse-Darmstadt | Pai: Jorge Guilherme de Hesse-Darmstadt           | Avô paterno: Luís VIII, Conde de Hesse-Darmstadt                                   | Bisavó paterna: Doroteia Carlota de Brandemburgo-Ansbach     |
| Carlota Guilhermina de Hesse-Darmstadt | Pai: Jorge Guilherme de Hesse-Darmstadt           | Avó paterna: Carlota de Hanau-Lichtenberg                                          | Bisavô paterno: João Ricardo III, Conde de Hanau-Lichtenberg |
| Carlota Guilhermina de Hesse-Darmstadt | Pai: Jorge Guilherme de Hesse-Darmstadt           | Avó paterna: Carlota de Hanau-Lichtenberg                                          | Bisavó paterna: Doroteia Frederica de Brandemburgo-Ansbach   |
| Carlota Guilhermina de Hesse-Darmstadt | Mãe: Maria Luísa de Leiningen-Falkenburg-Dagsburg | Avô materno: Cristiano Carlos Ricardo de Leiningen-Dachsburg-Falkenburg-Heidesheim | Bisavô materno: João, Conde de Leiningen-Dagsburg-Falkenburg |
| Carlota Guilhermina de Hesse-Darmstadt | Mãe: Maria Luísa de Leiningen-Falkenburg-Dagsburg | Avô materno: Cristiano Carlos Ricardo de Leiningen-Dachsburg-Falkenburg-Heidesheim | Bisavó materna: Joana Madalena de Hanau-Lichtenberg          |
| Carlota Guilhermina de Hesse-Darmstadt | Mãe: Maria Luísa de Leiningen-Falkenburg-Dagsburg | Avó materna: Catarina Polyxena de Solms-Rödelheim                                  | Bisavô materno: Carlos Luís, Conde de Solms-Rödelheim        |
| Carlota Guilhermina de Hesse-Darmstadt | Mãe: Maria Luísa de Leiningen-Falkenburg-Dagsburg | Avó materna: Catarina Polyxena de Solms-Rödelheim                                  | Bisavó materna: Carlota Sofia de Ahlefeldt                   |